# Kepler-78

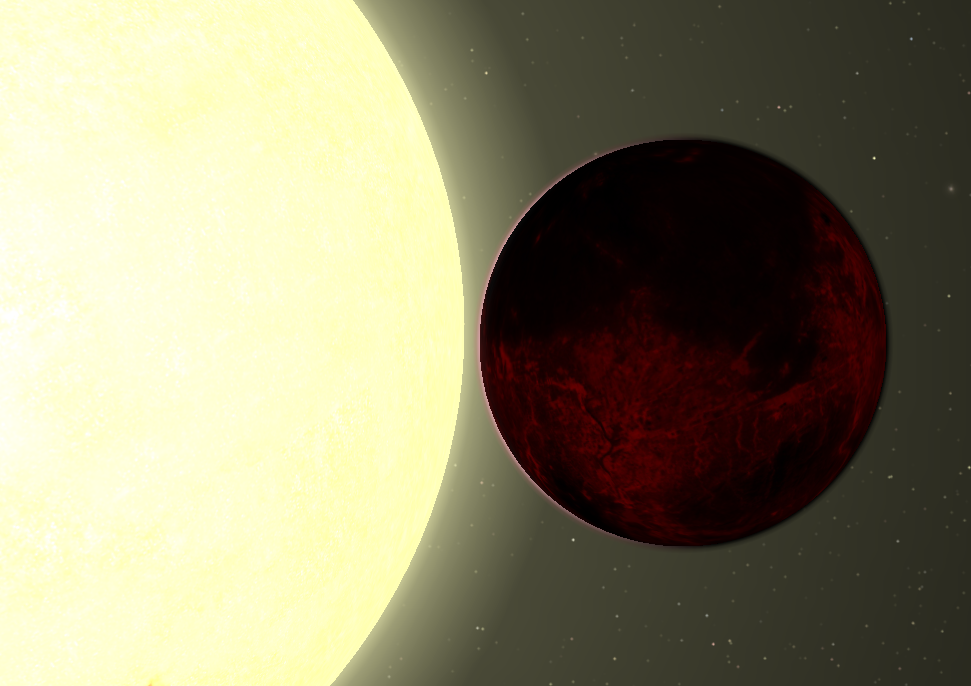
Impressão de artista de Kepler-78b.

Kepler-78 é uma estrela de 12.ª magnitude na constelação de Cygnus. É 27% menor em raio do que o Sol. Tem uma temperatura de 5143K. Um planeta chamado Kepler-78b orbita muito proximamente e o planeta acaba se tornando um segundo sol com seus incríveis 2700 °C e possui 1.2 de massa a mas que a Terra.